# Sinking Spring (Ohio)
Sinking Spring is een plaats (village) in de Amerikaanse staat Ohio, en valt bestuurlijk gezien onder Highland County.

## Demografie
Bij de volkstelling in 2000 werd het aantal inwoners vastgesteld op 158.
In 2006 is het aantal inwoners door het United States Census Bureau geschat op 166, een stijging van 8 (5,1%).

## Geografie
Volgens het United States Census Bureau beslaat de plaats een oppervlakte van
1,2 km², geheel bestaande uit land. Sinking Spring ligt op ongeveer 247 m boven zeeniveau.

## Plaatsen in de nabije omgeving
De onderstaande figuur toont nabijgelegen plaatsen in een straal van 24 km rond Sinking Spring.